# 29 avril 1944
Le samedi 29 avril 1944 est le 120e jour de l'année 1944.

## Naissances
- Agnès Spaak, actrice française
- Bénédicte de Danemark, princesse danoise
- Christian Topalov, sociologue français
- Francis Lee, footballeur anglais
- Hermann Scheer (mort le 14 octobre 2010), politicien allemand
- Katarina Mazetti, auteur d'ouvrages pour la jeunesse
- Klaus Volk, juriste allemand
- Liu Chuanzhi, homme d'affaires chinois
- Richard Kline, acteur américain
- Robert Namias, journaliste français
- Werner Nekes (mort le 22 janvier 2017), cinéaste allemand

## Décès
- Alexeï Silytch Novikov-Priboï (né le 24 mars 1877), écrivain russe
- Bernardino Machado (né le 28 mars 1851), politicien brésilien
- G. W. Bitzer (né le 21 avril 1872), caméraman américain
- Józef Klukowski (né le 2 janvier 1894), peintre et sculpteur polonais
- Max Trébor (né le 11 janvier 1897), chanteur de music-hall français
- Pierre Lelong (né le 13 novembre 1869), écrivain et journaliste français
- Sergueï Oulagaï (né le 31 octobre 1875), vétéran de la guerre russo-japonaise, de la Première Guerre mondiale et de la guerre civile russe

## Événements
- Création de la 22e division SS de volontaires de cavalerie Maria Theresa